# Terheijden
Terheijden est un village situé dans la commune néerlandaise de Drimmelen, dans la province du Brabant-Septentrional. Le 1er janvier 2007, le village comptait 6 279 habitants

## Histoire
Terheijden a été une ancienne commune jusqu'au 1er janvier 1997. À cette date, la commune fusionne avec celles de Hooge en Lage Zwaluwe et Made en Drimmelen, pour former la nouvelle commune de Made, renommée en Drimmelen l'année d'après.

## Notes et références

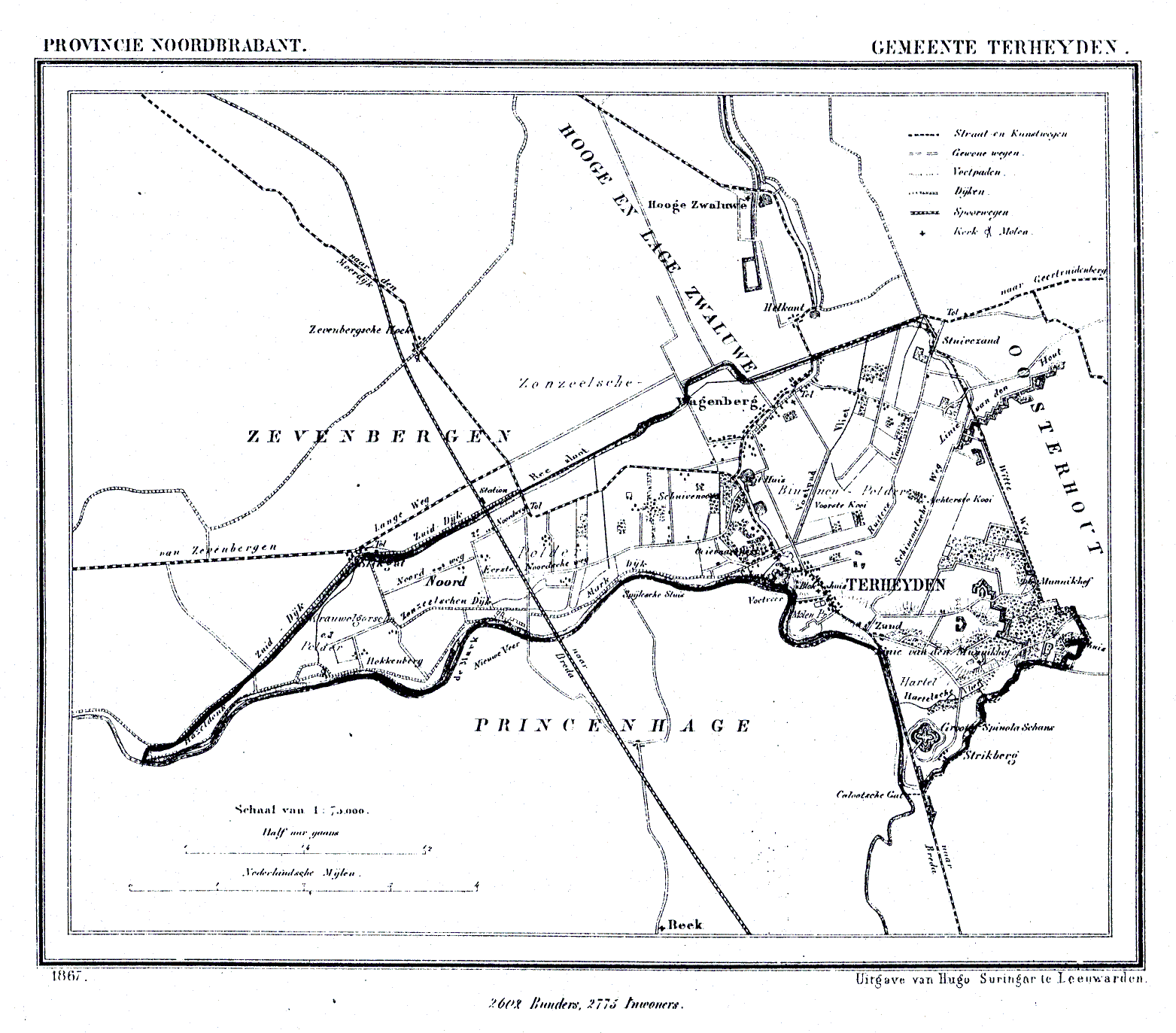
L'ancienne commune de Terheyden en 1867